# 美丽园
美丽园位于中華人民共和國上海市静安区延安西路379弄（原大西路45弄），现作为静安寺街道的社区之一。美丽园毗邻上海戏剧学院（原德国乡村总会），建于1930年代，占地1公顷，有7撞花园住宅和7撞联排住宅，其中三层房屋28幢，砖木结构，现改为住宅用。名字来自于屋外辟有的小型绿化地（May Lee Court）以音译加意译后得来，周围站点也会用“美丽园”命名，后扩大到美丽园大厦，美丽园大酒店。美丽园其中的2-16号、18号、20号、22号被上海市政府列为上海市优秀历史建筑。28号是1944年张爱玲和胡兰成初恋时第一次相遇地点和散步路线，青芸是28号当时的居住者。14号是王延松故居

。